# Садр, Мохсен
Мохсен Садр (перс. محسن صدر‎) — политический и государственный деятель Ирана. Занимал должность премьер-министра Ирана во время правления шаха Мохаммеда Резы Пехлеви.

## Биография
Родился в 1871 году в иранском городе Мехеллате. Его отцом был Сайед Хоссейн Фахр ол-Закерин, богатый священник. Мохсен получил титул Садр ол-Ашраф после смерти своего дяди по отцовской линии Сайеда Садра ад-Дина.
Мохсен Садр работал наставником одного из сыновей Насера ад-Дина Шаха и занимал многие высокие правительственные должности в Иране: президент Верховного суда в Тегеране, губернатор Хорасана, спикер парламента, министр юстиции. В 1939 году скончался Абдул-Хоссейн Мирза Фарманфарма, Мохсен Садр стал исполнителем его последней воли и опекуном детей. С 6 июня 1945 по 30 октября 1945 года был исполняющим обязанности премьер-министра Ирана. 19 октября 1962 года Мохсен Садр умер в Тегеране от рака в возрасте 91 года.
Его сын Джавад был иранским дипломатом и политиком, занимавшим различные государственные и правительственные должности, одним из иранских послов в Японии, министром внутренних дел и министром юстиции в 1960-х годах.